# Vier letzte Lieder
Vier letzte Lieder er en sangcyklus af Richard Strauss, komponeret for sopran og orkester i hans dødsår, 1948; den blev uropført posthumt i London 1950 af den norske sopran Kirsten Flagstad og Philharmonia-orkestret, dirigeret af Wilhelm Furtwängler. De fire sange er Frühling, September, Beim Schlafengehen (alle til tekster af Hermann Hesse) og Im Abendrot (Joseph von Eichendorff).
| Musik | Spire Denne musikartikel er en spire som bør udbygges. Du er velkommen til at hjælpe Wikipedia ved at udvide den. |